# Purumitra australiensis
Purumitra australiensis là một loài nhện trong họ Uloboridae.
Loài này thuộc chi Purumitra. Purumitra australiensis được miêu tả năm 1995 bởi Opell.